# Refugiados da Somália

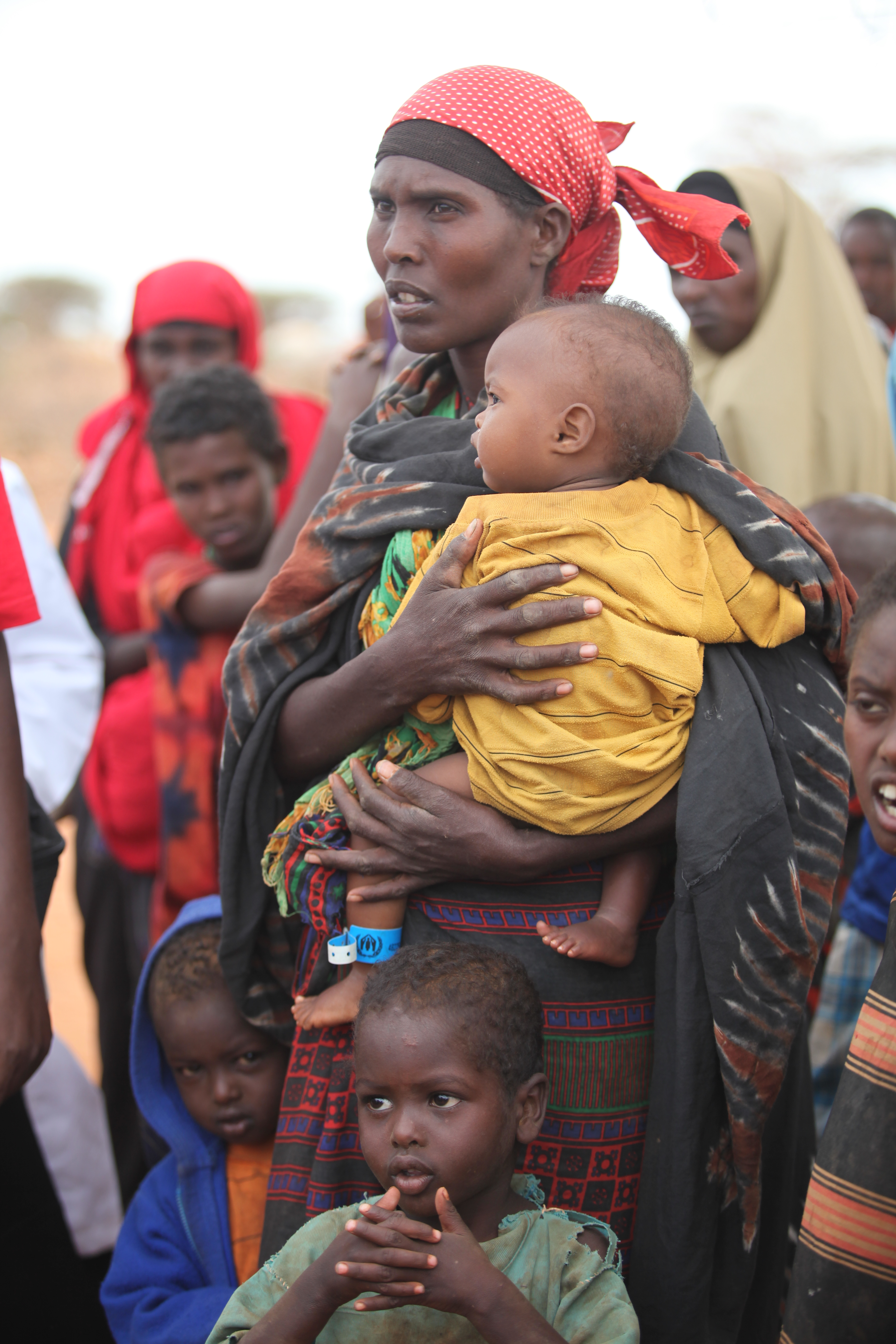
Mulher e criança somalis esperando para entrar no campo Dadaab na Kenia

Os refugiados da Guerra Civil da Somália ou refugiados somalis são pessoas que habitam principalmente o Chifre da África, na região conhecida como península Somali. Milhões de somalis fugiram de seu país ou de suas regiões atacadas por grupos terroristas como o Al-Shabaab, situação agravada por invasões de países vizinhos, como a Etiópia e o Quênia, ou da crise política e econômica na região, gerando assim um fluxo imenso de refugiados e deslocados internos. Há também uma grande concentração de refugiados somalis em países vizinhos como, Iêmen e a Etiópia. Embora o Iêmen tenha seu próprio deslocamento interno e crise de refugiados, países como esses citados têm uma longa história de acolhimento de refugiados da Somália.

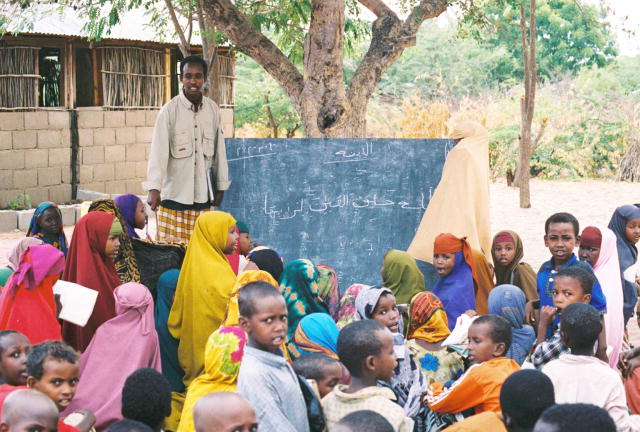
Uma escola ao ar livre no campo de refugiados somalis de Dadaab, no Quênia

Há também uma comunidade somali histórica na área geral do Sudão. Concentrada principalmente no norte do país e em Cartum, a comunidade de expatriados é formada principalmente por estudantes, além de alguns empresários. Recentemente muitos empresários somalis também se estabeleceram na África do Sul, onde lá fornecem a maior parte do comércio varejista em assentamentos informais ao redor da província de Cabo Ocidental ao sul do país.

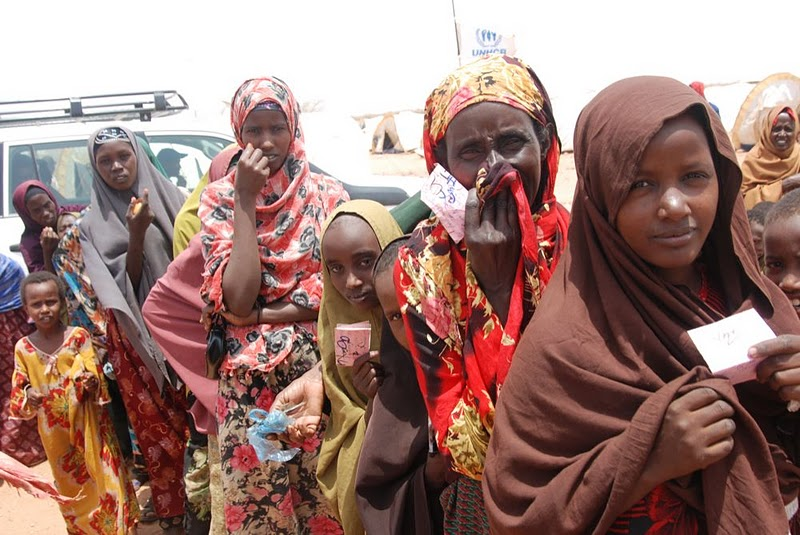
Mulheres fazem fila segurando seus cartões de refeição do lado de fora de um centro de alimentação no campo de trânsito de Dollo Ado na Eitópia

Esse cenário faz da Somália o sétimo país que mais gera refugiados no mundo, atrás apenas da Síria, Venezuela, Afeganistão, Sudão do Sul, Myanmar e República Democrática do Congo. São 1,1 milhão ao todo e apenas no ano de 2020, 4,3 mil novos somalis chegaram à Etiópia. Mais de 270 mil pessoas que fugiram da guerra estão enfrentando a alarmante falta de comida, água e abrigo adequados em acampamentos superlotados no norte do Quênia. Devido às péssimas condições de vida, muitos estão pensando em voltar para a zona de guerra somali, afirmou a organização não governamental humanitária internacional Médicos Sem Fronteiras (MSF). O complexo de campos de refugiados de Dadaab, no Quênia, é o maior do mundo atualmente (cerca de 350 mil pessoas) e em operação desde 1991, tem sua origem atrelada justamente ao conflito em curso na Somália.

## Situação na Europa
A situação dos refugiados somalis na Europa ainda é de abandono e perseguição xenofóbica, como o caso dos campos de refugiados de Moria e Kara Tepe II na ilha de Lesbos, ao leste da Grécia, onde esses refugiados são submetidos a condições degradantes de saúde. Situação essa agravada por alguns entraves jurídicos, como o caso de 928 somalis residentes na Dinamarca que perderam sua autorização de residência em 2018, após decisões do Serviço de Imigração dinamarquês, sob afirmações de que seu país natal é seguro o suficiente para se morar, até o ano de 2018 todas as autorizações revogadas pelo Serviço de Imigração foram questionadas pelos somalis no órgão de recurso dinamarquês The Refugee Board, mas apenas 18% das reclamações foram aceitas.

## COVID-19
Ainda no ano de 2020 uma grande maioria dos refugiados e solicitantes de asilo que necessitavam de ajuda para comprar comida e pagar o aluguel ocuparam a linha gratuita de ajuda do ACNUR, a Agência da ONU para Refugiados, na primeira semana de lockdown da pandemia de COVID 19. Mais de 3.000 pessoas ligaram para a central, sendo que 95% delas perderam sua fonte de renda e enfrentavam a fome e o despejo. A recente pesquisa conduzida por MSF no acampamento de Dagahaley, localizado no campo de refugiados de Dadaab no Quênia, revelou uma prevalência de 22,3% de desnutrição aguda entre a população, bem acima do mínimo que caracteriza uma emergência. O baixo nível no estoque de comida do Programa Mundial de Alimentação em Dadaab levou a uma redução de 30% das rações nos acampamentos.